# Zaira
Zaira – dwuaktowa opera tragiczna Vincenza Belliniego z librettem Felice Romaniego.

## Osoby
- Zaira, faworyta Orosmana – sopran
- Orosmane, sułtan Jerozolimy – bas
- Corasmino, wezyr – tenor
- Nerestano, rycerz francuski, brat Zairy – mezzosopran
- Fatima, niewolnica Orosmana – mezzosopran
- Meledor, dworzanin Orosmana – bas
- Lusignano, rycerz francuski, ojciec Zairy i Nerestana – bas
- Castiglione, rycerz francuski – tenor

## Historia utworu
Zaira została napisana na inaugurację Teatro Ducale w Parmie. Prapremiera opery przyniosła fiasko i utwór nie był więcej za życia Belliniego wykonywany; wznowiono go w 1836 roku we Florencji. Kolejne inscenizacje miały miejsce dopiero w latach 1974 i 1990 w Katanii. Małą popularność Zairy na scenach tłumaczy to, że Bellini wykorzystał liczne motywy utworu w swoich znacznie lepszych późniejszych operach Capuleti i Montecchi oraz Normie.

## Nagrania
| Obsada (Zaira, Orosmane, Corasmino, Nerestano)                       | Dyrygent   | Orkiestra, chór                              | Wytwórnia | Rok nagrania | Uwagi                                       |
| -------------------------------------------------------------------- | ---------- | -------------------------------------------- | --------- | ------------ | ------------------------------------------- |
| Katia Ricciarelli, Simone Alaimo, Ramón Vargas, Alexandra Papadjakou | Paolo Olmi | Orkiestra i Chór Teatru Belliniego w Katanii | Nuova Era | 1990         | Nagranie na żywo, prapremiera fonograficzna |